# Tramagal Sport União
Il Tramagal Sport União, noto anche come TSU, è una squadra calcio portoghese, con sede a Tramagal, nel comune di Abrantes.

## Storia
Il Tramagal Sport União è stato fondato il 1º maggio 1922 dall'unione di due preesistenti club. Ha partecipato a sette edizioni della Segunda Divisão, senza però mai accedere alla massima divisione lusitana, ottenendo come miglior risultato due quinti posti nei gironi delle stagioni 1967-1968 e 1970-1971. In due occasioni, 1968-1969 e 1973-1974, ha raggiunto il terzo turno della Taça de Portugal.